# Ron dona error
Ron dona error (originalment en anglès, Ron's Gone Wrong) és una pel·lícula de comèdia i de ciència-ficció animada per ordinador del 2021, dirigida per Sarah Smith i Jean-Philippe Vine, codirigida per Octavio E. Rodriguez, produïda per Julie Lockhart i Lara Breay, i escrita per Peter Baynham i la mateixa Smith. Ha estat doblada al català. La versió original de la pel·lícula compta amb la veu de Jack Dylan Grazer com a Barney, un estudiant de secundària socialment incòmode que es fa amic d'un robot defectuós que anomena Ron, amb la veu de Zach Galifianakis. Barney ha de trobar una manera de protegir en Ron, que es troba en perill pels empleats de l'empresa. Altres veus inclouen Ed Helms, Justice Smith, Rob Delaney, Kylie Cantrall, Ricardo Hurtado i Olivia Colman.
Ron dona error és el primer llargmetratge de Locksmith Animation, així com el primer totalment animat produït per TSG Entertainment. L'animació i la veu de la pel·lícula es van fer de forma remota durant la pandèmia de la COVID-19.
La pel·lícula es va projectar per primer cop al Festival de Cinema de Londres el 9 d'octubre de 2021, i es va estrenar en cinemes al Regne Unit el 15 d'octubre de 2021 i als Estats Units el 22 d'octubre de 2021. La pel·lícula havia de ser distribuïda originalment per Paramount Pictures sota el segell Paramount Animation, però va fer-ho amb 20th Century Studios. Ron dona error és el primer llargmetratge d'animació de 20th Century Animation que s'estrena a les sales des del tancament de Blue Sky Studios el 10 d'abril de 2021, així com la primera pel·lícula d'animació que s'estrena a les sales amb el nom de 20th Century Studios. La cinta ha recaptat 60,4 milions de dòlars a tot el món i ha rebut comentaris generalment positius per part de la crítica.